# Ида Престер
Ида Престер (Загреб, 22. март 1979) je хрватска водитељка и певачица бендова Лолобриђида, Фрау Касио и МАиКА.
Рођена је 22. марта 1979. године у Загребу. Дипломирала је на Економском факултету у Загребу, а након тога је уписала Факултет политичких наука. Са супругом Иваном Пешевским има два сина, Рока и Рија.
Састав Лолобриђида оформила је 2003. године када је поделила демо компакт-дискове неколицини загребачких андерграунд музичара. Она на том пробном диску изводи све иснтрументалне и вокалне делове, а све песме је сама написала и рачунарски искомпоновала. Жанрови које је Ида заступала били су електропоп и синтпоп. Са бендом је више пута наступала на Егзит фестивалу, а 2009. године је освојила МТВ награду за најбољег извођача у регији (Best Adria Act).
Пројекат Фрау Касио настао је 2013. године. Њиме исказује своју зрелију љубав према електропопу, нешто мрачнијем него оном који ју је прославио са пројектом Лолобриђида. Од 2017. године Ида је и у бенду „МАиКА“ који представља спој инди, панка и фолка. Те исте године објавили су први сингл „Ривер Сава”.
У новинарству се опробала водећи емисије „Дан за даном” и „Бриљантеен” на ХТВ-у, сарадњом на емисији „Директ”, снимањем прилога за „Добро јутро Хрватска” и пројектима МТВ Адрије. Радила је и као кастинг менаџер словеначке продукцијске куће Комакино. Ида је била један од водитеља на првој Церемонији доделе музичких награда одржаној јануара 2019. године.
Позната је и по томе што се јавно залаже за права ЛГБТ+ популације. У својој колумни је истакла да се истополним паровима не сме ускратити право на родитељство. Наступала је на отварању Мерлинка фестивала 2017. године, Београдској паради поноса 2018. године и кампањи #бићебоље која за циљ има повећање толеранције према особама другачије сексуалне оријентације.